# فرانچسکو ده روسا
فرانچسکو ده روسا (به ایتالیایی: Francesco De Rosa) (زاده ۲۵ مه ۱۹۵۲ - درگذشته ۲ دسامبر ۲۰۰۴) بازیگر اهل ایتالیا بود.
وی بازیگر فیلم‌هایی همچون مصائب مسیح، چشمان سیاه، مجلس رقص و کازانووای فلینی بوده است